# Impressionismus

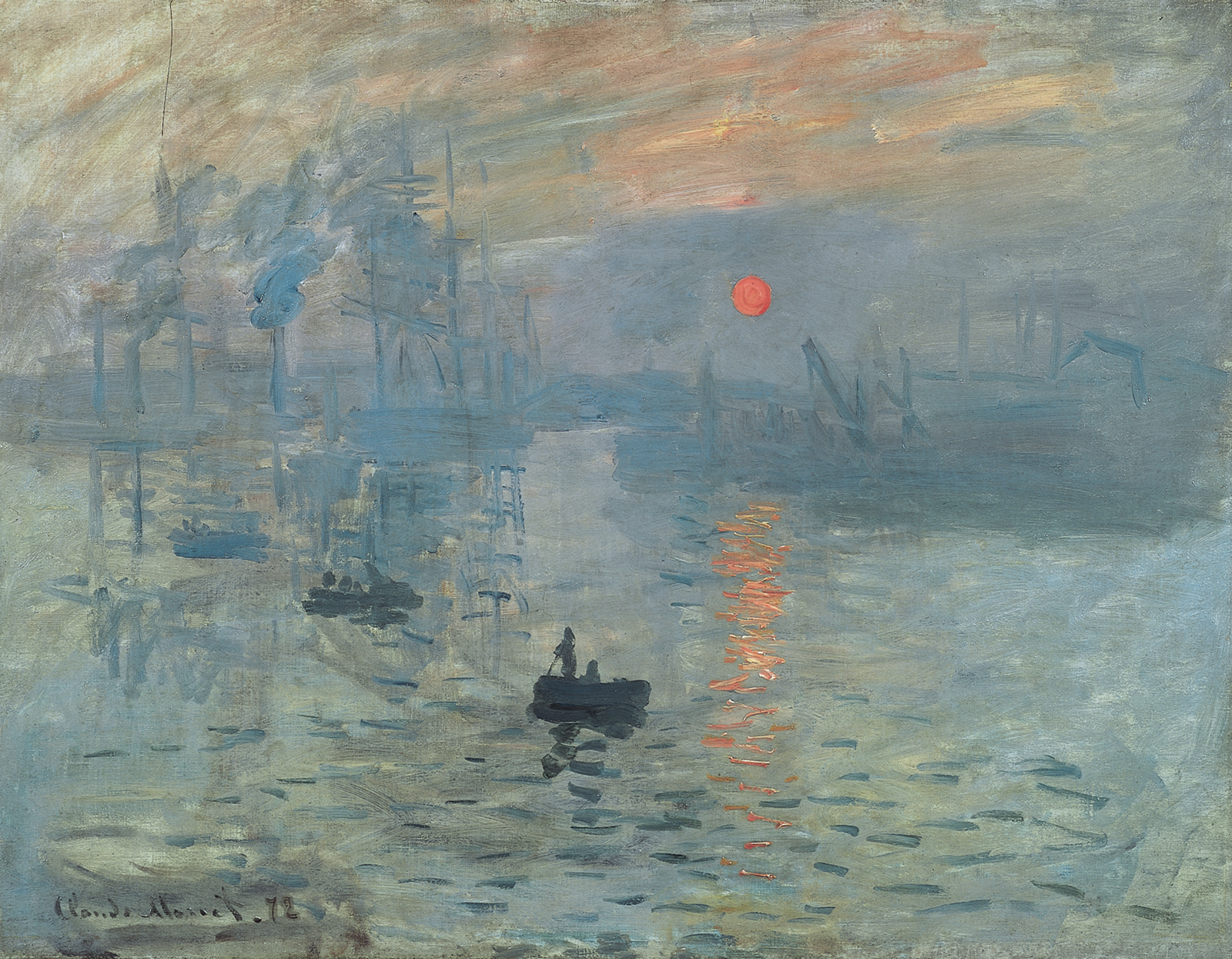
Claude Monet: Impression, soleil levant, 1872, Musée Marmottan, Paris

Impressionismus (von lateinisch impressio ‚Eindruck‘; über das französische impressionnisme) ist eine Stilrichtung in der Kunstgeschichte, die durch die stimmungsvolle Darstellung von flüchtigen Momentaufnahmen einer Szenerie gekennzeichnet ist. Sie entstand aus einer Bewegung innerhalb der Malerei in Frankreich in der zweiten Hälfte des 19. Jahrhunderts. Der Begriff Impressionismus wurde auch auf bestimmte Stilrichtungen in der Musik, in der Literatur, im Film und in der Fotografie übertragen.

## Begriff
Schon 1861 bezeichnete Théophile Gautier Daubignys Malweise, die er als zu flüchtig empfand, als „Impression“. Der Begriff Impressionismus bzw. französisch impressionnisme, abgeleitet von lateinisch impressio ‚Eindruck‘, etablierte sich als kunstwissenschaftlicher Begriff 1874, als ihn einige Rezensenten aufgriffen, um die Werke der jungen Künstler in der am 15. April 1874 eröffneten Ausstellung am Boulevard des Capucines 35 zu beschreiben. Der progressiv-radikale Journalist und Kunstkritiker Jules-Antoine Castagnary, der schon die Rolle seines Freundes Gustave Courbet in der Pariser Kommune verteidigt hatte, erörterte in seinem Aufsatz unter anderem die Frage, wie die Künstlergruppe zu nennen sei. Mit Verweis auf Monets Gemälde Impression – soleil levant (Impressions – Sonnenaufgang) kommentierte er: „Wollte man sie mit einem erläuternden Wort charakterisieren, müsste man den neuen Begriff Impressionisten schaffen. Sie sind Impressionisten in dem Sinn, dass sie nicht eine Landschaft wiedergeben, sondern den von ihr hervorgerufenen Eindruck.“
In der kunsthistorischen Literatur wird oftmals der Kunstkritiker Louis Leroy als Schöpfer des Begriffs Impressionismus genannt. Dieser veröffentlichte am 25. April 1874 einen Artikel in der Satirezeitschrift Le Charivari und leitete aus Monets Gemälde die abschätzig gemeinte Bezeichnung ab. Wie Ian Dunlop jedoch anmerkt, ist der Begriff des Impressionismus bereits in den 1860er und 1870er Jahren gebräuchlich und vor Monet schon im Zusammenhang mit anderen Landschaftsmalern genutzt worden.  In der Folge verwendeten zahlreiche Künstler diese Bezeichnung, die bei den Vorbereitungen zur dritten Impressionisten-Ausstellung im Jahr 1877 auch offiziell Verwendung fand.

## Sozialhistorischer Hintergrund
Vor allem der deutsche Impressionismus wurde von einigen Sozial- und Kunsthistorikern als Dekadenzphänomen interpretiert, so zuerst von Karl Lamprecht und Eckart von Sydow. Lamprecht zufolge lässt er sich als ästhetische Reaktion auf den Naturalismus verstehen, gegen dessen „wahrheitssuchenden Aktivismus“ und dessen allzu plakative Aussagen sich eine Abneigung des Genuss und Entspannung suchenden Bürgertums entwickelte, das nicht mehr den „Elan der Gründerzeit“ aufbrachte, sondern sich im Geschäft von seinen Prokuristen vertreten ließ und stattdessen gemütliches Behagen und Zerstreuung suchte. Damit einher ging die Wiederentdeckung der differenzierten Genusskulturen des Hellenismus und des Rokoko sowie der burgundisch-flämischen Kultur, die die „Sehnsucht nach schönerem Leben“ verkörperte.

## Impressionismus in der Malerei

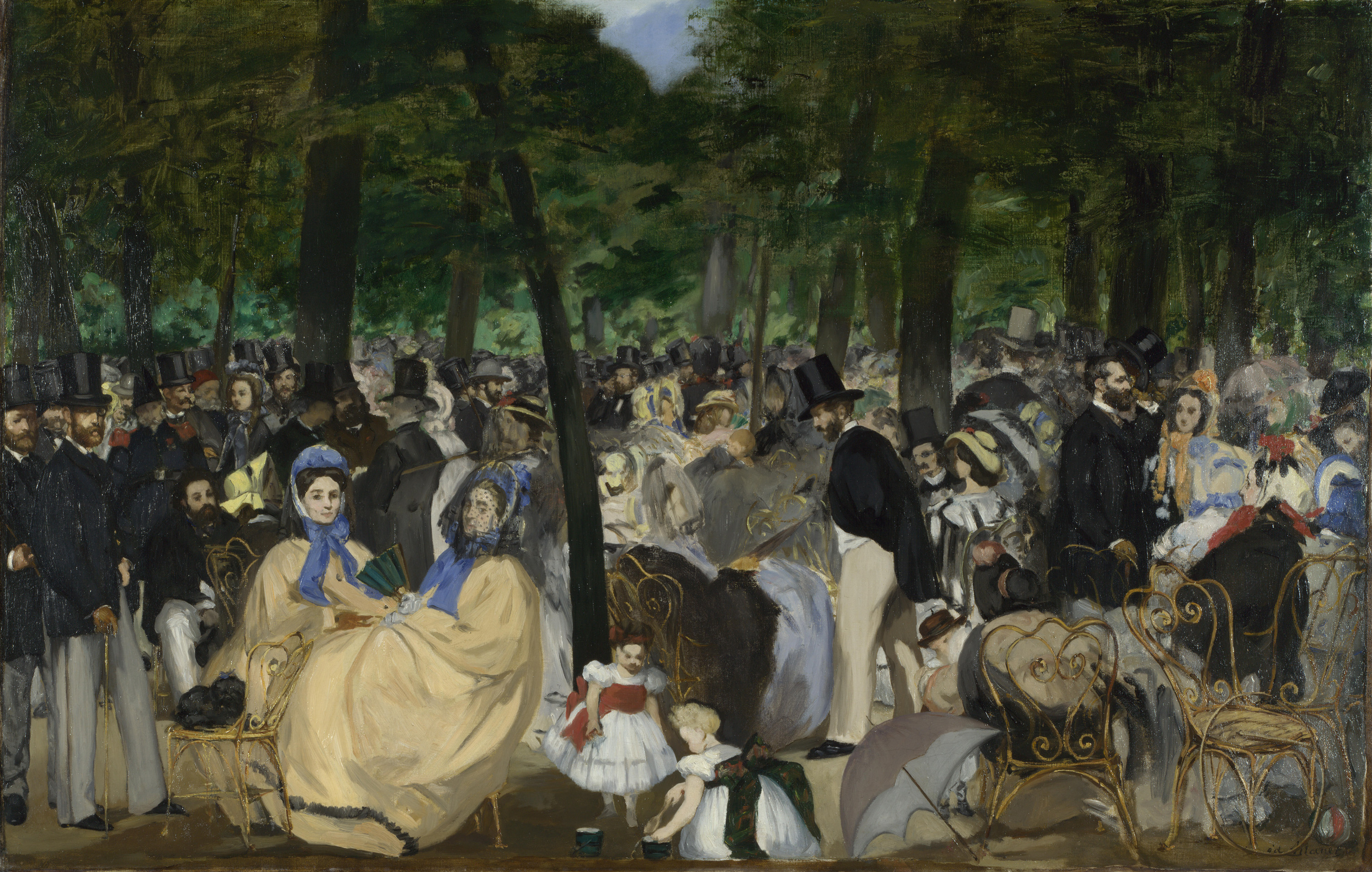
Édouard Manet, Musik in den Tuilerien, 1862, National Gallery, London

Das Gemälde Impression — soleil levant (1872) von Claude Monet gab der Bewegung ihren Namen. Sie zeichnete sich jedoch weitaus früher ab. Bereits die Arbeiten Édouard Manets aus den 1860er Jahren zeigen grundlegende Elemente des beginnenden Bruchs mit der akademischen Lehrmeinung – etwa Musik in den Tuilerien. Die erste Gruppenausstellung der Impressionisten fand 1874 im Atelier des Pariser Fotografen Nadar statt.
Die Darstellung des Lichts und der atmosphärischen Bedingungen wurde im Impressionismus zur malerischen Hauptaufgabe. Farbe wurde als Folge von Licht und Atmosphäre gesehen und als Träger des Lichts wiedergegeben. Der teilweise Verzicht auf Schwarz und erdige Farbtöne ließ die Farbpalette aufhellen.

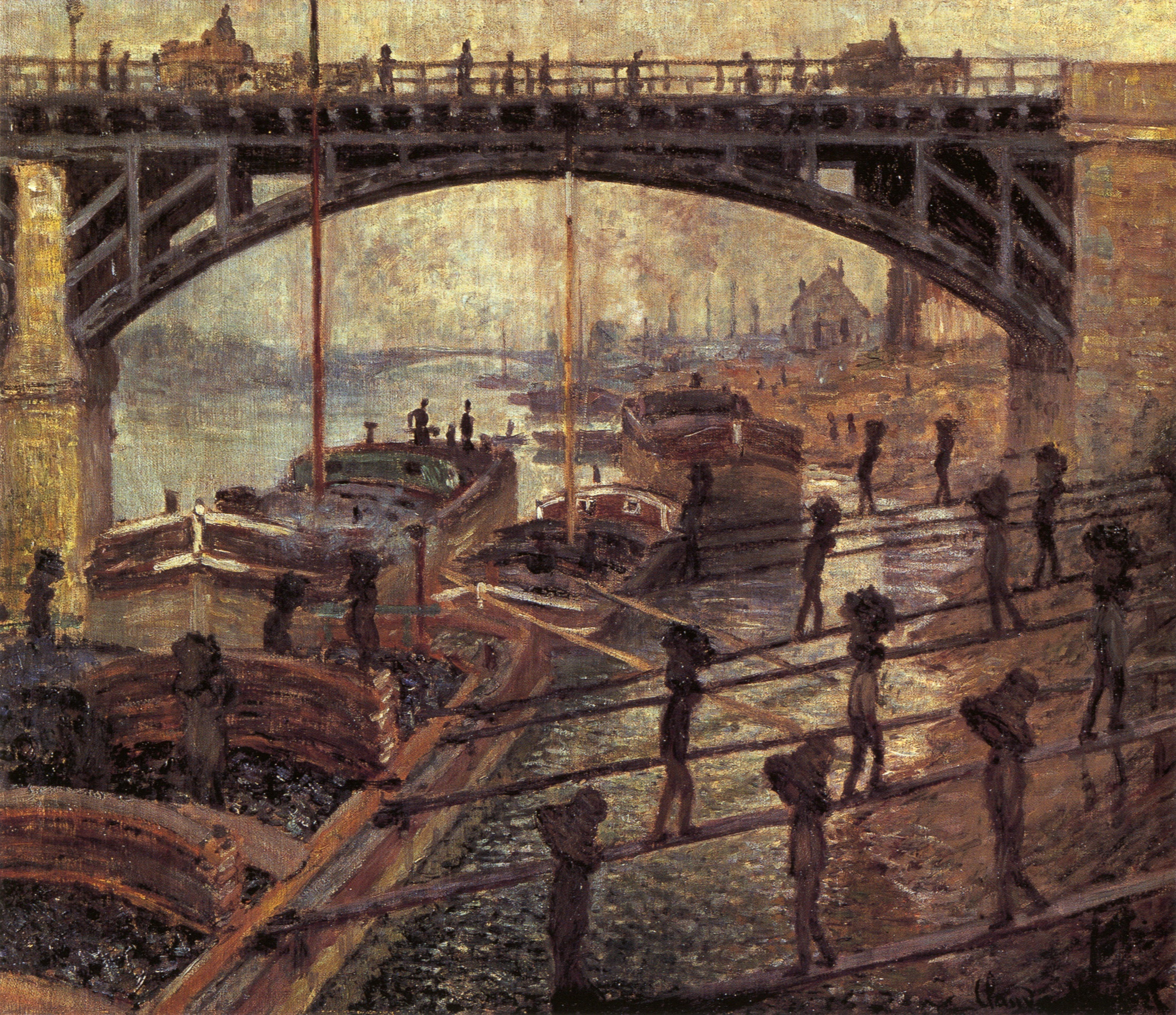
Claude Monet: Die Kohleträger (1875)

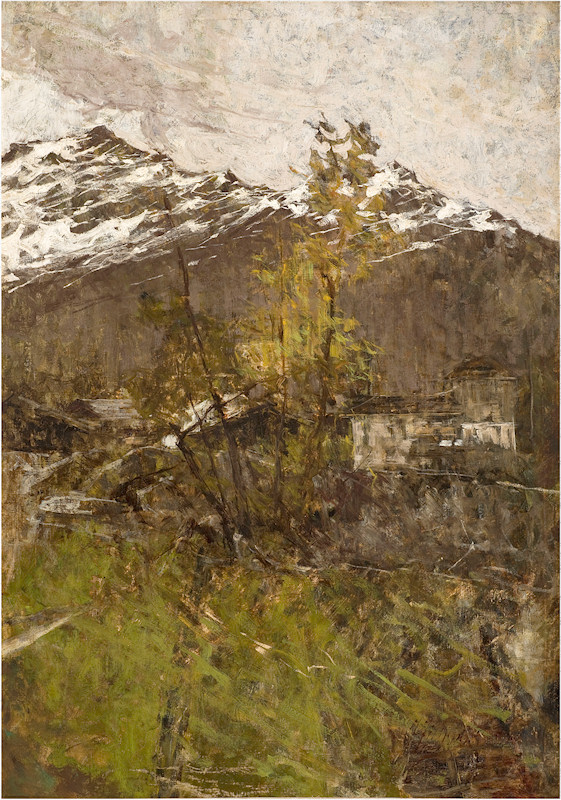
Francesco Filippini: Prime Nevi (Erster Schnee, 1889), ein Beispiel für die Zufälligkeit des Bildausschnitts.

Die Künstler lösten sich von der malerischen Abbildungsfunktion. Unmittelbarkeit der Momentaufnahme und Zufälligkeit des Bildausschnittes sind charakterisierende Merkmale impressionistischer Bilder. Durch die Fotografie angeregt wurde auch der Verzicht auf Vollständigkeit zugunsten der Erzeugung von Stimmungen. Dieses Ziel erreichten radikale Impressionisten wie Gustave Caillebotte (Die Parkettschleifer) durch Nutzung fotografischer Stilmittel wie z. B. von Moment- und Bewegungsaufnahmen, extremen Perspektiven und Verzerrungen, selektiven Ausschnitten und Unschärfen.

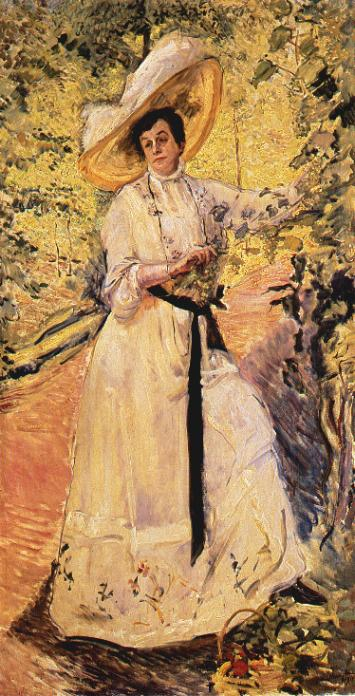
Max Slevogt: Nini am Weinspalier (1911)

Neue Erkenntnisse ergaben sich durch die moderne Farbtheorie Chevreuls. Die industrielle Fertigung von Ölfarben in verschließbaren Bleituben (statt in Schweinsblasen), patentiert im Jahr 1841 durch den amerikanischen Maler John Goffe Rand, ermöglichte die Freiluftmalerei. Diese neue malerische Praxis, die mit einer neuen Welt- und Lebensanschauung zusammenhing, verbreitete sich um 1900 in ganz Europa. Von dort gelangte sie auch zum amerikanischen Kontinent (William Merritt Chase, Childe Hassam, Mary Cassatt) und bis nach Australien (Charles Conder).

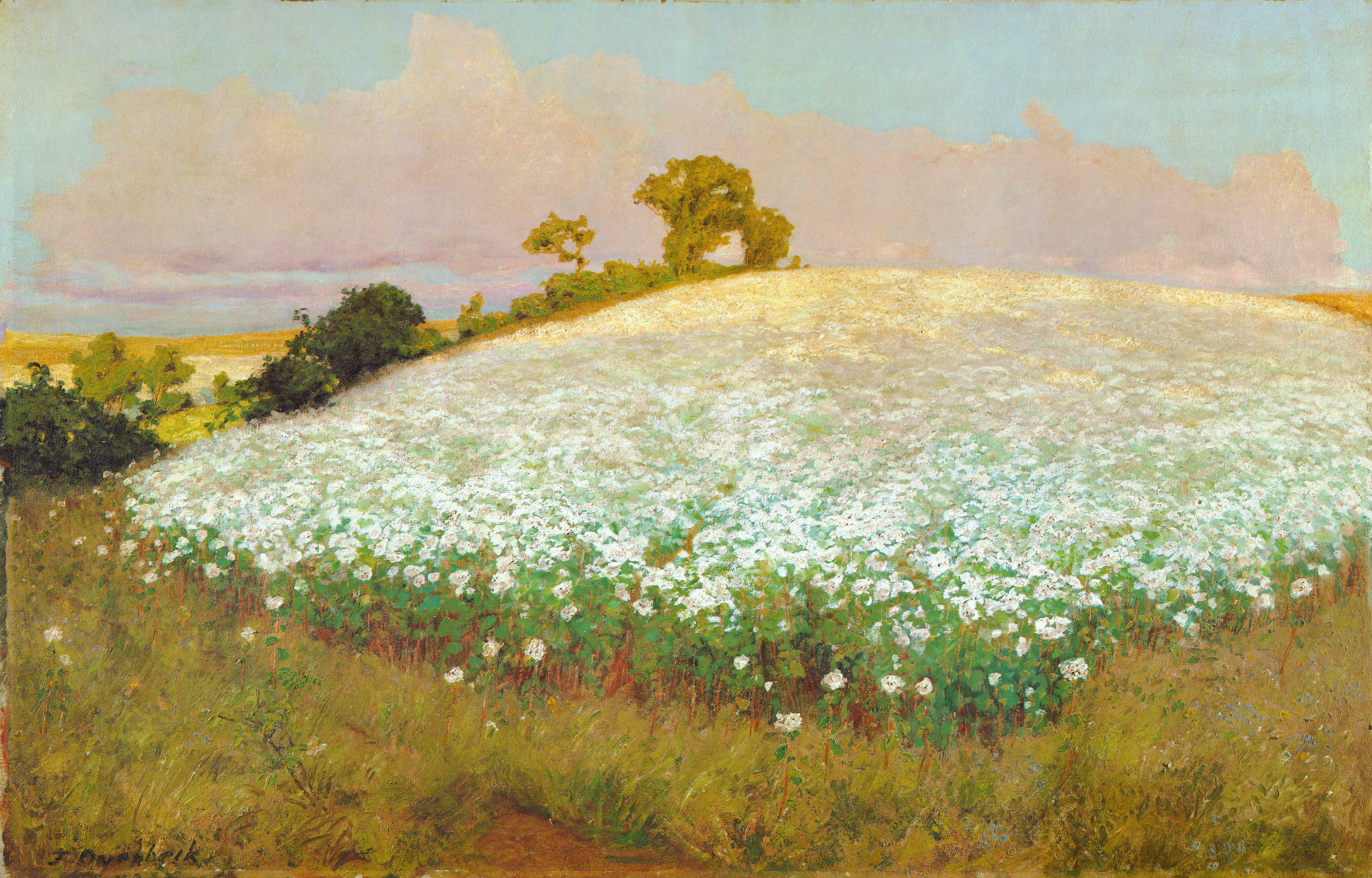
Fritz Overbeck: Buchweizenfeld, ca. 1897

Der deutsche Impressionismus stellt hingegen einen Sonderweg dar. Er entwickelt sich aus dem Realismus bzw. Naturalismus durch „allmähliche Verfeinerung derselben stilistischen Mittel, und zwar nach der Seite des Sensualistischen hin, wodurch alle ideellen Faktoren […] hinfällig werden“ und man sich stattdessen auf den Seheindruck beschränkt. So werde Max Liebermann durch die „Auflockerung seiner malerischen Technik und eine Vorliebe für lichtdurchrieselte Blätterdächer langsam zum Impressionisten […], ohne dabei seine naturalistischen Errungenschaften aufzugeben.“ Das wirke bei „unimpressionistischen“ Themen oft aufgesetzt. Anders als in Frankreich entstünden „Mischprodukte“, denen es an Strahlkraft fehle. Auch Lovis Corinth begann mit realistischen, bei religiösen Stoffen symbolistischen Gemälden; seine impressionistischen Arbeiten verweisen bereits auf den Expressionismus. Max Slevogt, der dritte bedeutende deutsche Impressionist, wurde zunächst von Manet und später – vor allem bei seiner Landschaftsmalerei – durch das Licht und die Farben während einer Ägyptenreise angeregt.
In der Künstlerkolonie Worpswede bei Bremen entwickelt sich Ende der 1880er Jahre aus der naturalistischen Landschafts- und Freilichtmalerei eine impressionistische Malerschule um Otto Modersohn, Fritz Overbeck und Heinrich Vogeler.
Viele Künstler aus nordischen Ländern hielten sich in den 1870er und 1880er Jahren in Frankreich auf. Auf
Basis dieser Erfahrung entstanden Künstlerkolonien, die durch Naturalismus und Impressionismus geprägt waren, so zum Beispiel die Skagener Künstlerkolonie an der jütländischen Nordspitze oder die Fleksumer Gruppe in Norwegen.
Unter den italienischen Impressionisten ragt Francesco Filippini (1853–1895) durch seine originelle Sicht- und Malweise heraus.

## Impressionismus in der Musik
Während viele Naturalisten wie Heinrich Hart Musik als Ausdrucksmittel eines „wahrheitssuchenden Aktionismus“ ablehnten, galt den Impressionisten das „gegenstandslose Vorsichhinträumen“ zu fein abgestuften farbigen Akkorden oft als Genuss. So spricht man in der Musik vor und um die Wende zum 20. Jahrhundert ebenfalls vom Stil des Impressionismus, auf den bereits Wagners Oper Tristan und Isolde verwiesen hat.
Als Begründer gilt vor allem Claude Debussy (1862–1918), der sich gegen die Bezeichnung als Impressionist wehrte. Musik ist für ihn „Klang- und Farbkunst“. So entstehen in seinen Werken impressionistische Klangbilder, in denen die Atmosphäre und die Stimmung, basierend auf Klangfarben, musikalisch dargestellt werden.
Debussys melodische Motive entwickeln sich selten und werden nicht kontrapunktisch verarbeitet oder durchgeführt, wie das sonst meist der Fall war. Vielmehr tauchen sie für einen kurzen Augenblick auf, zeigen sich in schnell wechselnder Harmonik und werden direkt wieder abgelöst. Inspiriert wurde er dabei von der Naturwahrnehmung, aber auch von asiatischer Musik, die er auf der Weltausstellung 1889 in Paris kennengelernt hatte.
Ein wichtiger Zeitgenosse Debussys war Maurice Ravel (1875–1937), dessen impressionistische Instrumentationsstudie für großes Orchester, Boléro, besonders beliebt ist. Durch Künstler wie Cyril Scott (1879–1970) oder John Ireland (1879–1962) wurde auch der englische Impressionismus geprägt und weiterentwickelt.

## Impressionismus in der Literatur
Der Begriff Impressionismus wird in der deutschen Literaturwissenschaft als literarhistorischer Ordnungsbegriff verwendet, allerdings ohne durchgehenden fachwissenschaftlichen Konsens, da er oft als zu „unpräzise“ empfunden wird. Die impressionistische Literatur ist in Zusammenhang mit der Abkehr vom Naturalismus zu sehen. Einige ihrer Werke werden auch der folgenden Epoche des Symbolismus zugerechnet und umgekehrt.
Anders als im Naturalismus erscheint die Realität in der impressionistischen Literatur immer durch den Filter der subjektiven Wahrnehmung gebrochen. Sie versucht nicht, objektive Realitäten zu beschreiben, sondern vergängliche Stimmungen festzuhalten und emotionale „Landschaften“, das verwirrende Großstadtleben oder auch Personen mit ihren Zweifeln und Ambiguitäten zu beschreiben, was an die Stelle chronologischen Erzählens oder breiter Charaktergemälde und Naturschilderungen tritt. Eine wichtige Technik ist der innere Monolog. Beispiele impressionistischer Literatur sind Joseph Conrads Roman „Herz der Finsternis“ (1899), Arthur Schnitzlers Novelle „Lieutenant Gustl“ (1900), Herman Bangs Personencharakteristiken oder die sensualistischen Gedichte von Detlev von Liliencron. Auch das Werk von Marcel Proust und Henry James wird oft dem Impressionismus zugeordnet.

## Impressionismus in der Fotografie

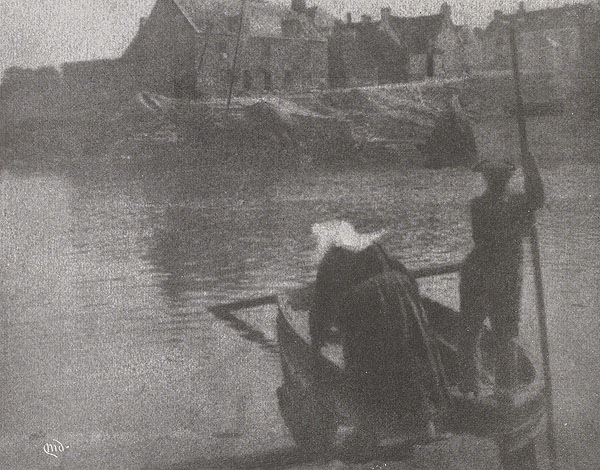
Mary Devens, The Ferry, Concarneau, Fotogravur, 1904

Ende des 19. Jahrhunderts erkämpften sich eine Reihe von Fotografen einen Kunstanspruch, indem sie die ihre Umwelt mit ihren Mitteln in Szene setzten. Die Piktorialisten setzten, inspiriert durch Vordenker wie Antoine Claudet und Peter Henry Emerson, systematisch die Unschärfe als Stilmittel ein. Robert Demachy setzte mit seinen Gummi-Bichromatdrucken Ballettaufnahmen in Szene, die in Stil und Stimmung große Ähnlichkeit mit Gemälden von Edgar Degas aufwiesen. Neben Demachys Bildern besitzen unter anderen Werke der Piktorialisten Heinrich Kühn, Alfred Stieglitz, Gertrude Käsebier, Edward Steichen, Adolphe de Meyer, Mary Devens und Alvin Langdon Coburn eine impressionistische Anmutung.
Umgekehrt wirkte die Fotografie befruchtend auf die Malerei des Impressionismus zurück. Zufällig wirkende Kompositionen mit angeschnittenen Menschen, Wagen und Tieren hielten ihren Einzug. Demachy hatte die Ballettszenen von Degas nachempfunden. Degas seinerseits setzte die Schnappschuss-Wirkung, die absichtsvolle Zufälligkeit von Bildausschnitt und Komposition, als Stilmittel in seinen Gemälden ein. Gustave Caillebotte, der 1876 zum ersten Mal seine Gemälde bei der zweiten Impressionisten-Ausstellung zeigte, warfen seine Kritiker vor, die Wirklichkeit „fotografisch“, also zu realistisch wiederzugeben. Er nahm Techniken und Themen vorweg, die sich erst in den 1920er-Jahren als „Neues Sehen“ in der Fotografie etablierten. Fotografen wie André Kertész, Wols und László Moholy-Nagy weisen eine besondere Nähe zu Caillebottes Werk auf. Ihre Bilder greifen zum Teil dieselben Motive auf oder zeigen einen Ausschnitt aus der gleichen Perspektive. So gibt es zum Beispiel Aufnahmen von Straßen und Plätzen in einer steilen Draufsicht, wie sie schon auf den Gemälden Caillebottes zu finden sind.
Allgemein spricht man heute von impressionistischer Fotografie, wenn zur Erzielung optischer Effekte und Stimmungen bestimmte Techniken verwendet werden wie die bewusste Bewegung der Kamera während einer Langzeitbelichtung, z. B. bei Verfolgung eines bewegten Objekts. Auch durch eine weit geöffnete Blende, durch die nur eine Ebene des Bildes scharf gezeichnet wird und z. B. Zweige im Vordergrund oder der gesamte Hintergrund unscharf erscheinen, oder auch durch die Wahl spezifische Filter können impressionistische Effekte erzielt werden.

## Impressionismus im Film
Der Film beeinflusste schon früh die impressionistische Malerei, die immer mehr die Perspektive der Fotografie einnahm und zufällige Bewegung oder Vorübergehendes wie z. B. wechselnde Beleuchtung einzufangen suchte.
Der impressionistische Film im engeren Sinne ist ein ästhetisches Konzept in der Filmkunst, das vor allem mit französischen Filmen der 1920er-Jahre in Verbindung gebracht wird. Die Erzählweise war oft nicht-linear und assoziativ (wie schon in Charles Sheelers und Paul Strands experimentellem Kurzfilm Manhatta von 1921). Zu den Stilmitteln gehörten schnelle Schnitte und Einstellungswechsel, Doppelbelichtung, Weichzeichner und eine bewusste Unschärfe des Materials. Regisseure wie Germaine Dulac, Louis Delluc, Jean Epstein, Abel Gance, Marcel L’Herbier und Dimitri Kirsanoff bezogen sich in diesen Werken auf die impressionistische Malerei des 19. Jahrhunderts und auf die Musik des Impressionismus. Zu den impressionistischen Regisseuren zählte auch der in Europa tätige Brasilianer Alberto Cavalcanti. Der Begriff wurde durch Filmhistoriker wie Henri Langlois und Georges Sadoul etabliert.

## Dokumentation
- 1874: Geburtsstunde des Impressionismus. Regie: Hugues Nancy und Julien Johan, ARTE F, Frankreich, 96 Minuten, 2023

## Hörbücher
- Camille Monet und die Anderen – Die Modelle der Impressionisten, ISBN 3-936301-06-9, Eine Koproduktion mit der Kunsthalle Bremen.